# Oksana Lyniv

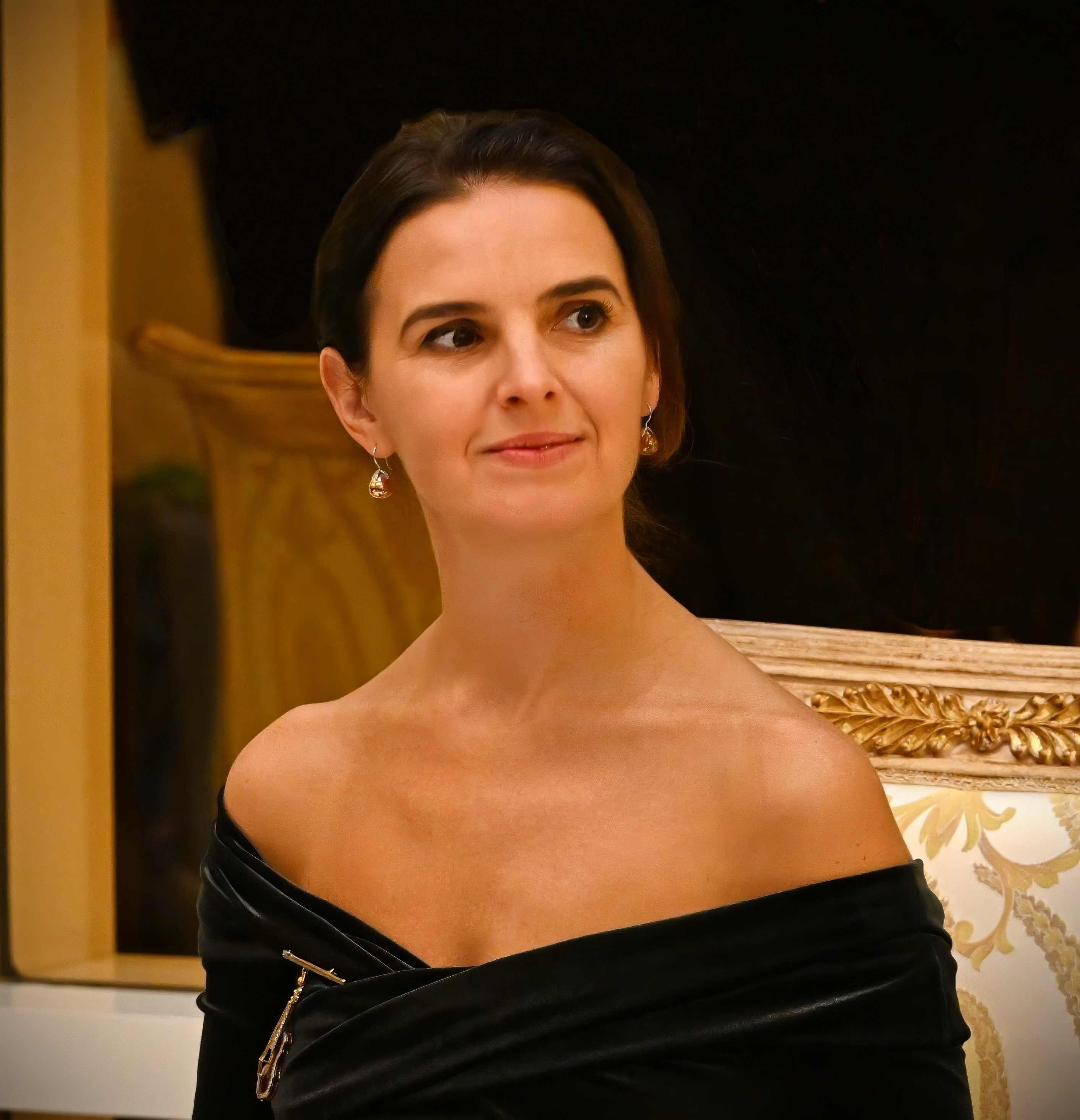
Oksana Lyniv (2023)

Oksana Lyniv (ukrainisch Оксана Ярославівна Линів, deutsche Transkription: Oksana Jaroslawiwna Lyniw; * 6. Januar 1978 in Brody, Ukrainische SSR, Sowjetunion) ist eine ukrainische Dirigentin.

## Leben und Wirken
Lyniv ist die Tochter zweier Musiker und Enkelin eines Chorleiters. Nach einem Vorstudium ab 1992 in den Fächern Flöte und Dirigieren an der Ljudkewytsch-Schule in Lwiw folgte von 1996 bis 2003 ein Dirigierstudium an der Lwiwer Musikakademie Mykola Lyssenko bei Bohdan Daschak, dem Chefdirigenten der Oper Lwiw, der sie bereits während ihres Studiums zu seiner Assistentin machte. 2004 gewann sie den 3. Preis beim Gustav-Mahler-Dirigentenwettbewerb der Bamberger Symphoniker und wirkte daraufhin 2005 bei diesem Orchester als Assistentin von Jonathan Nott. Ab 2005 folgte ein Aufbaustudium an der Dresdner Hochschule für Musik Carl Maria von Weber, ab 2007 ein Meisterklasse-Studium bei Ekkehard Klemm. Zudem besuchte sie Meisterkurse bei Hartmut Haenchen, Kurt Masur, Peter Gülke, Georg Fritzsch und Roland Seiffarth. Sie war Stipendiatin des Deutschen Akademischen Austauschdienstes, des Goethe-Instituts sowie der Oscar-und-Vera-Ritter-Stiftung und wurde vom Forum Dirigieren gefördert. 
Für den Bayerischen Rundfunk leitete Lyniv Aufnahmen mit den Bamberger Symphonikern und außerdem zwei Arbeitsphasen des Bayerischen Landesjugendorchesters. Sie dirigierte Konzerte und Opern in der Ukraine, in Deutschland, Frankreich, Rumänien, Österreich, Ungarn, Estland und in der Schweiz. Im Jahr 2008 dirigierte sie La Bohème, Madama Butterfly, Rigoletto und Cavalleria rusticana an der Staatsoper Odessa. Von 2013 bis 2017 wirkte sie als Assistentin von Kirill Petrenko und Dirigentin an der Bayerischen Staatsoper, wo sie Mirandolina, Die Flut, La clemenza di Tito, Le comte Ory und La traviata, Die Fledermaus, Albert Herring, Lucia di Lammermoor, Ariadne auf Naxos, Die Lady Macbeth von Mzensk, Selma Ježková (von Ruders nach Lars von Triers Film Dancer in the Dark) sowie die Uraufführung der Oper Mauerschau dirigierte.
Beim Bartok Plus Operafestival 2016 dirigierte Lyniv mit Bartók Marathon eine szenische Aufführung sämtlicher Bühnenwerke von Béla Bartók im Eisstadion von Miskolc. 2017 leitete sie eine Vorstellungsserie von Der fliegende Holländer am Gran Teatre del Liceu Barcelona. 2019 debütierte Lyniv mit Tosca an der Deutschen Oper Berlin und mit Pique Dame an der Württembergischen Staatsoper in Stuttgart sowie mit Tschaikowskis Die Jungfrau von Orléans am Theater an der Wien.
Von September 2017 bis 2020 war Lyniv Chefdirigentin der Grazer Oper und des Grazer Philharmonischen Orchesters. Hier standen La traviata, Eugen Onegin, Il viaggio a Reims, Pagliacci, Cavalleria rusticana, Salome, Tosca, Don Carlo, Dornröschen, Lucia di Lammermoor und  Die Passagierin unter ihrer Leitung.
Seit 2017 ist Lyniv künstlerische Leiterin des von ihr gegründeten internationalen Kulturfestivals LvivMozArt in Lwiw, das historische und zeitgenössische Werke aus vielen Kunstsparten präsentiert. Dort wurde unter ihrer Leitung 2021 erstmals seit 1805 Franz Xaver Mozarts Kantate an Joseph Haydn auf dessen 73. Geburtstag aufgeführt. 2017 gründete Lyniv nach dem Vorbild und mit Unterstützung des Bundesjugendorchesters das Ukrainische Jugendsymphonieorchester (Youth Symphony Orchestra of Ukraine, YSOU).
2021 eröffnete Lyniv die Ludwigsburger Schlossfestspiele mit einem live übertragenen Konzert. Im selben Jahr dirigierte sie als erste Frau bei den Bayreuther Festspielen die Festspielpremiere, die Neuproduktion von Der fliegenden Holländer (Regie: Dmitri Tcherniakov).
Seit 2022 ist sie Generalmusikdirektorin des Teatro Comunale di Bologna und damit die erste Frau, die in Italien ein Opernhaus leitet.

## Auszeichnungen
- 2023: Bayerischer Verfassungsorden[9]
- 2024 Kulturpreis Bayern: Sonderpreis des Bayerischen Staatsministeriums für Wissenschaft und Kunst[10]